# Diemermeerpolder
De Diemermeerpolder is een polder ten zuidoosten van het centrum van Amsterdam. Hier bevond zich tot het begin van de 17e eeuw het Diemer- of Watergraafsmeer, waarschijnlijk omstreeks 1200 ontstaan door een doorbraak van de Diemerzeedijk. Oorspronkelijk waren er twee meren gevormd, die door een weg van elkaar gescheiden waren. In het midden van de 14e eeuw verdween deze weg en ontstond het meer. De waterplas stond via de Diem in verbinding met de Zuiderzee en mondde aan de westkant uit in de Amstel.
In de periode 1627-1629 werd het meer omdijkt en drooggemalen. Doordat de polder diep was gelegen (5,50 m NAP) liep het gebied nog enige malen onder water. Voor het laatst in 1672, toen Amsterdam met opzet om de dreiging van de Franse troepen te weren, de polder liet onderlopen.
Sinds de 19e eeuw is de polder (voormalige gemeente en stadswijk) bekend als Watergraafsmeer.